# Volvo LV71
Volvo LV71 — среднетоннажный грузовой автомобиль, выпускавшийся шведским автопроизводителем Volvo Trucks в 1932—1935 годах.

## История
Автомобиль Volvo LV71 был представлен весной 1932 года. Колёсные базы варьировались от 3400 до 4100 мм. Грузоподъёмность модификаций Volvo LV71 и Volvo LV72 составляла 2,5 тонны, тогда как грузоподъёмность модификаций Volvo LV73 и Volvo LV74 составляла 3 тонны.
В серию также входили первые бескапотные грузовики производства Volvo Trucks модели LV75.

## Галерея

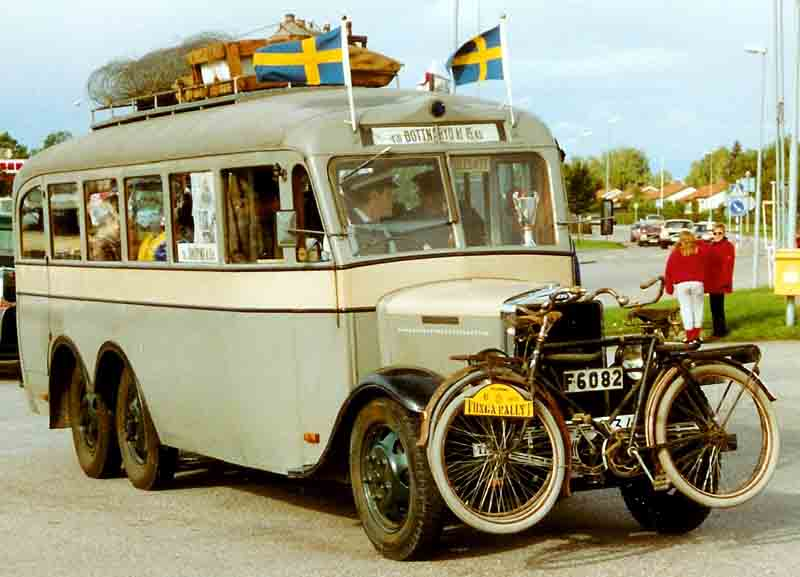
Трёхосный автобус Volvo LV72
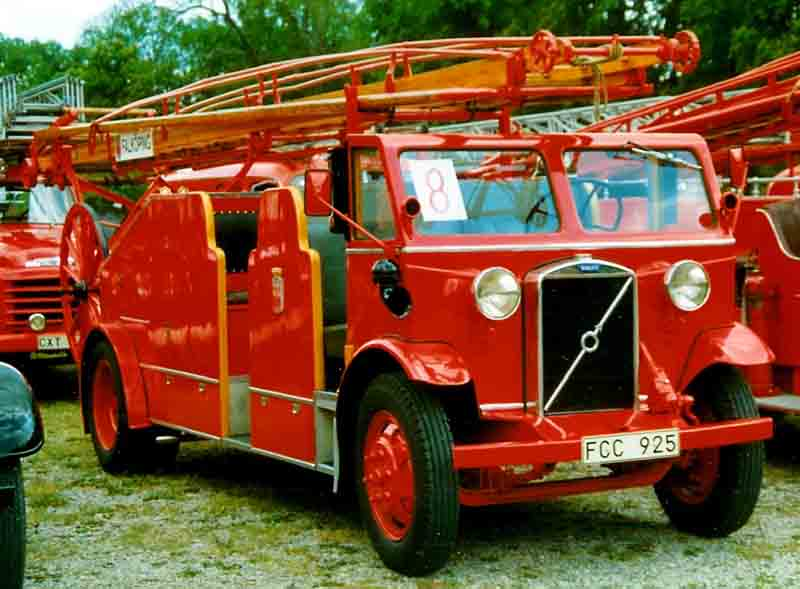
Пожарный автомобиль Volvo LV75